# Аль-Милал ва ан-Нихал
«Кита́б аль-Ми́лаль ва ан-Ни́халь» (араб. كتاب الملل و النحل‎ —  Книга о религиях и сектах‎) — труд исламского богослова Абуль-Фатха аш-Шахрастани (ум. в 1153 г.), посвящённый описанию различных религиозных течений (в их числе — и различных философских учений в рамках калама) и их истории.

## История написания и содержание
Книга написана в 1127 году и носит выраженный историко-философский характер, являясь уникальным источником сведений о первых шагах философской рационалистической мысли в исламе. «Аль-Милал ва ан-Нихала» считается первым трудом, в котором систематически изучены религии и религиозно-философские учения, а её автора рассматривают как крупнейшего из средневековых историков религий.
Сочинение аш-Шахрастани состоит из двух частей (которые в оригинале не имеют конкретного названия). Первая часть, названная в переводе С. М. Прозорова «Ислам», повествует об истории ислама. Вторая часть (по С. М. Прозорову — «Древние религии и верования») посвящена рассмотрению различных доисламских религий и учений, включая иудаизм, зороастризм, брахманизм, христианство, манихейство, различные языческие культы Ближнего Востока, а также учений древнеиранских магов, ведущих древнегреческих и мусульманских философов. При этом аш-Шахрастани не занимается, подобно своим предшественникам, «опровержением» излагаемых учений, но стремится объективно изложить основы разных верований и учений. Он опирается на множество источников (как устных, так и найденных им в арабо- и персоязычной литературе), и в своём анализе различных исламских и неисламских сект выделяет определённые их группы, прослеживая сходства и различия в их идеологии.

## Переводы
- Аш-Шахрастани Мухаммад ибн ‘Абд ал-Карим. . Книга о религиях и сектах. Ч. 1: Ислам / Пер. с араб., введ. и коммент. С. М. Прозорова. — М.: Наука, Главная редакция восточной литературы, 1984. — 272 с. — (Памятники письменности Востока).
- Мухаммад б. ‘Абд ал-Карим аш-Шахрастани.  Книга о религиях и религиозно-философских учениях. Гл. 2: Маги (пер. и коммент. С. М. Прозорова) // Ишрак: ежегодник исламской философии. — Новосибирск: Восточная литература, 2011. — № 2. — С. 150—188.
- Livre des religions et des sects. Peeters: 1986, 1993 (фр.)